# 泰福馬瀧日間醫院
泰福馬瀧日間醫院（英語：Taivexmalo Day Hospital）位於澳門氹仔澳門威尼斯人渡假村酒店內已結業的一間日間醫院，原名是“Malo Clinic——日間醫院”，由著名牙科博士Paulo Malo創辦，於2013年9月2日改為現名。
2016年至2017年期間，澳門衛生局因接獲共三次舉報，指該醫院涉嫌違法提供腫瘤科服務、違法提供人工輔助生殖技術和涉嫌販賣及走私腫瘤藥品進入中國大陸，其後於2017年11月9日頒佈第22/99/M號法令第十九條《設有住院部及手術後復甦室之私人衛生單位規章》第七條的規定，中止該醫院之准照及停止該醫院之運作，為期180日。2018年下旬一度恢復其私人衛生單位執業牌照之許可；但於2019年再度被衛生局巡查時中止醫院運作之准照，隨後於2020年廢止有關醫院運作之准照。

## 簡介
據澳門日報於2013年11月下旬的報道中介紹，該醫院由著名牙科醫療集團創辦人Paulo Malo創辦，當中牙科醫療團隊超過130人，與中國大陸頂尖大學和馬瀧健康醫療團體合作，以現代化管理和先進醫療設備服務。醫院同時提供“一條龍”醫療服務，亦安排部分病人轉介至中國大陸或香港接受手術。該醫院表示，同時加強本地醫生培訓和交流，更定期邀請外地醫學專家在院內舉行講座，或進行醫學直播講學，醫院包括普通和專科門診，包括外科、兒科和皮膚科等日間門診服務，醫院旁邊更設有水療中心。

## 事件

### 違規提供非法醫療服務和走私管制藥品
2017年6月5日，衛生局對七間涉嫌違法提供醫學輔助生殖技術服務的衛生護理服務場所進行突擊檢查行動，當中包括該醫院。其中有三間場所發現存有醫學輔助生育的設施設備、相關物品或藥品，而這些設施設備不處於營運狀態，衛生局已即場封存有關設施設備及在該場所張貼告示。
2017年6月21日，衛生局在執行日常監察活動時，懷疑有醫療機構的醫生處方部份抗腫瘤藥物時存在不規則的情況。對7間私人醫療服務場所進行突擊稽查，包括該醫院被指不當處方抗腫瘤藥物，行動中初步發現有醫生對一款治療表皮生長因子受體T790M突變的非小細胞肺癌的抗腫瘤藥物的處方行為有異常，包括沒有病人完整的病歷、欠缺病人獲處方該藥物的病歷紀錄、藥物的購入量與處方量存有差異等。衛生局已封存個別被巡查場所內可疑的產品、紙本病歷、含病歷的電腦紀錄以及將部分電子病歷備份，但並沒有帶走任何資料的正本。衛生局將作進一步調查，包括分析其他抗腫瘤藥物的使用，以核實是否有同樣的不規則情況。
2017年11月24日，衛生局公佈位於澳門威尼斯人渡假村酒店大運河購物中心內的泰福馬瀧日間醫院，涉嫌違法提供腫瘤科服務、違法提供人工輔助生殖技術和涉嫌販賣及走私腫瘤藥品進入中國大陸。經調查後對該醫院中止准照及勒令停止運作。
衛生局指，分別於2016年6月、10月、2017年6月接獲有關舉報後，已即時開立卷宗展開調查，調查期間多次派員前往該院進行稽查及取證，並封存部份病歷資料及處方記錄；與此同時，亦發現中國大陸當地網站上載有泰福馬瀧日間醫院提供人工輔助生殖技術服務的廣告。經對涉案的醫生及相關醫療人員、負責人等進行聽證程序後，有足夠證據證實該院未取得衛生局批准前就提供人工輔助生殖技術及腫瘤科服務、違反《病歷的記錄、管理、保存及銷毀程序指引》規定，和缺乏按職業規則而定之物質及人力資源等多項違規情節，被科處罰款澳門幣76萬元，涉案的4名醫生及1名護士亦被科處罰款澳門幣合共10萬3千元，當中1名涉案醫生更被處以中止准照90日，而在案件中暫未發現有相關受害人，但因案件不排除有刑事成份，故會將之移交檢察院處理。
衛生局又指出，同時發現該醫院院多項設施及設備包括圖則規劃、化驗範疇、藥物範疇、感染控制範疇，以及病歷的記錄及管理等方面，未符合提供衛生護理必要的衛生及安全條件，故按規止中止該醫院的准照及勒令其停止運作，為期180日 (自2017年11月23日起至2018年5月21日止)。
2017年11月25日，有傳媒問到該醫院因涉違法提供人工輔助生殖技術及腫瘤科服務被中止准照及勒令停止運作一事，時任衛生局局長李展潤表示，當局自2016年起接到投訴後，曾多次作出勸籲，及加強巡查工作，經過多次的巡查，有跡象顯示該醫院涉嫌違法存有人工輔助生殖設施及未經許可調配腫瘤藥等情況。衛生局已即時開立卷宗展開調查及進行聽證，完成相關程序後現已對其進行處罰。因案件可能涉及刑事成份，衛生局法律部門會將相關資料轉交檢察院，由檢察院決定是否提出刑事起訴。同時強調澳門一直有規範輔助生殖技術的規定，相關人員受到規範，倘使用輔助生殖技術提供醫療服務，應預先向衛生局申請許可。
2017年12月，據葡文紙媒澳門論壇日報報道，澳門威尼斯人於同年12月7日發出通知，要求醫院於40天內遷出，而醫院於社交平台及入口處寫上內部裝修暫停營業的通告。醫院之創辦人Paulo Malo表示，牙科服務雖不涉及任何違規行為，但事實上，醫院已經終止提供牙科服務。
2018年1月23日，就儀媒關注到該醫院停止運作一事，時任衛生局局長李展潤表示，衛生當局已中止該院的准照及勒令其停止運作，為期180日，以便其作出改善措施；而衛生局亦已就該院需要的改善措施作出通知，若作出的改善措施包括硬件及軟件，經衛生局人員實地檢查及審核文件，確定符合要求後便可再恢復運作，但如未能於180日內作出改善，則會吊銷牌照。

### 廢止准照
2018年10月23日，衛生局發出批示公佈恢復該醫院的私人衛生單位執業牌照之許可。2019年8月28日，衛生局再度發出批示，根據第22/99/M號法令第十九條核准之《設有住院部及手術後復甦室之私人衛生單位規章》第七條第一款的規定，中止泰福馬瀧日間醫院之准照（編號：003）及停止該醫院之運作，為期九十日，自二零一九年九月十日至二零一九年十二月八日止。
2020年5月20日，衛生局發出批示公佈根據五月三十一日第22/99/M號法令第十九條核准之《設有住院部及手術後復甦室之私人衛生單位規章》第七條第二款的規定，廢止泰福馬瀧日間醫院之准照（編號：003）。